# Bactericera rossica
Bactericera rossica är en insektsart som först beskrevs av Géza Horváth 1901.  Bactericera rossica ingår i släktet Bactericera och familjen spetsbladloppor. Inga underarter finns listade i Catalogue of Life.